# Associazione Sportiva Lodigiani 1998-1999
Questa pagina raccoglie le informazioni riguardanti l'Associazione Sportiva Lodigiani nelle competizioni ufficiali della stagione 1998-1999.

## Stagione
Nella stagione 1998-1999 la Lodigiani disputa il girone B del campionato di Serie C1, raccoglie 43 punti con il nono posto finale. La squadra biancorossa romana allenata da Guido Attardi disputa un ottimo girone di andata con un bottino di 26 punti, chiuso in quinta posizione, nonostante le due sconfitte iniziali. Poi nel girone di ritorno ottiene solo 17 punti, raggiungendo comunque l'obiettivo di mantenere la categoria. La Lodigiani ha potuto schierare Luca Toni un centravanti ventunenne preso dal Fiorenzuola, che inizia da questa stagione la rincorsa che lo porterà a vestire la maglia della nazionale, in stagione firma 17 reti, delle quali 15 in campionato. Nella Coppa Italia di Serie C la Lodigiani disputa il girone M di qualificazione, che ha promosso ai sedicesimi l'altra squadra romana l'Astrea.

## Rosa
| N. |                   | Ruolo | Calciatore           |
| -- | ----------------- | ----- | -------------------- |
|    | Italia (bandiera) | D     | Fabrizio Anselmi     |
|    | Italia (bandiera) | A     | Daniele Barile       |
|    | Italia (bandiera) | C     | Simone Batti         |
|    | Italia (bandiera) | D     | Nicola Binchi        |
|    | Italia (bandiera) | C     | Carlo Cardascio      |
|    | Italia (bandiera) | P     | Roberto De Juliis    |
|    | Italia (bandiera) | C     | Daniele Di Donato    |
|    | Italia (bandiera) | D     | Gianluca Francesconi |
|    | Italia (bandiera) | D     | Andrea Gennari       |
|    | Italia (bandiera) | A     | William Guarnieri    |
|    | Italia (bandiera) | C     | Pino La Scala        |
|    | Italia (bandiera) | D     | Tiziano Maggiolini   |

| N. |                   | Ruolo | Calciatore         |
| -- | ----------------- | ----- | ------------------ |
|    | Italia (bandiera) | D     | Emiliano Moretti   |
|    | Italia (bandiera) | A     | Gabriele Ognibene  |
|    | Italia (bandiera) | D     | Emilio Pellegrino  |
|    | Italia (bandiera) | D     | Francesco Pratali  |
|    | Italia (bandiera) | P     | Alessandro Ruggini |
|    | Italia (bandiera) | D     | Mirko Savini       |
|    | Italia (bandiera) | C     | Alessandro Sgrigna |
|    | Italia (bandiera) | C     | Roberto Sorrentino |
|    | Italia (bandiera) | P     | Michele Tambellini |
|    | Italia (bandiera) | A     | Gianni Testa       |
|    | Italia (bandiera) | A     | Luca Toni          |
|    | Italia (bandiera) | C     | Luca Vigiani       |

## Risultati

### Campionato

#### Girone di andata
| Arbitro: | Pozzi (Como) |

|         |           |                    |
| Toni 4’ | Marcatori | 45+1’, 87’ Tortora |

| Arbitro: | Ciampi (Pisa) |

|                              |           |  |
| Brienza 25’, 36’ Axeldal 60’ | Marcatori |  |

| Arbitro: | Lombardi (Lanciano) |

|             |           |                     |
| Sgrigna 45’ | Marcatori | 48’ (rig.) Califano |

| Arbitro: | N. Ayroldi (Molfetta) |

|              |           |                      |
| Nunziato 40’ | Marcatori | 32’, 58’ (rig.) Toni |

| Arbitro: | Cuttica (Alessandria) |

|                                      |           |                    |
| Toni 5’ Pellegrino 70’ Guarnieri 87’ | Marcatori | 37’ (rig.) Fontana |

| Arbitro: | Soffritti (Ferrara) |

|  |           |                                  |
|  | Marcatori | 23’ Sgrigna 69’, 85’ (rig.) Toni |

| Arbitro: | Pieri (Genova) |

|                                  |           |                               |
| Calvaresi 16’ Barraco 74’ (rig.) | Marcatori | 31’ (aut.) Rosati 70’ Vigiani |

| Arbitro: | Dondarini (Finale Emilia) |

|              |           |              |
| Toni 6’, 10’ | Marcatori | 19’ Balducci |

| Arbitro: | Lion (Padova) |

|                             |           |  |
| Puglisi 24’ Di Serafino 71’ | Marcatori |  |

| Arbitro: | Maselli (Lucca) |

|                         |           |                     |
| Tozzi Borsoi 64’ (aut.) | Marcatori | 70’ (rig.) Deflorio |

| Roma 21 novembre 1998 11ª giornata | Lodigiani             | 0 – 0 | Avellino | Stadio Flaminio\| Arbitro: \| N. Ayroldi (Molfetta) \| |
| Arbitro:                           | N. Ayroldi (Molfetta) |       |          |                                                        |

| Arbitro: | Urbano (Carbonia) |

|                               |           |                           |
| Baglieri 3’ (rig.) Pagano 52’ | Marcatori | 29’ Cardascio 71’ Sgrigna |

| Arbitro: | Lion (Padova) |

|         |           |  |
| Toni 8’ | Marcatori |  |

| Arbitro: | Lambertini (Bologna) |

|                            |           |                                    |
| D'Amblé 5’ Incrivaglia 51’ | Marcatori | 34’ Cardascio 40’ Gennari 59’ Toni |

| Arbitro: | Zaltron (Bassano del Grappa) |

|               |           |  |
| Pastore 90+1’ | Marcatori |  |

| Arbitro: | Girardi (San Donà di Piave) |

|                         |           |              |
| Sgrigna 61’ Anselmi 74’ | Marcatori | 63’ Bonfanti |

| Arbitro: | Semeraro (Taranto) |

|                       |           |  |
| Costantino 36’ (rig.) | Marcatori |  |

#### Girone di ritorno
| Arbitro: | Nigro (Torre del Greco) |

|                 |           |  |
| Ambrosi 6’, 90’ | Marcatori |  |

| Arbitro: | Belloli (Bergamo) |

|                               |           |  |
| Toni 53’ (rig.) Sgrigna 90+4’ | Marcatori |  |

| Arbitro: | Cuttica (Alessandria) |

|                                             |           |                                           |
| O. Russo 9’ Masitto 52’ Califano 76’ (rig.) | Marcatori | 17’ La Scala 32’ Gennari 72’ (aut.) Monza |

| Arbitro: | Cecotti (Udine) |

|  |           |          |
|  | Marcatori | 24’ Arco |

| Arbitro: | Cuttica (Alessandria) |

|                                         |           |             |
| Amodio 57’ D. Di Nicola 66’ (rig.), 72’ | Marcatori | 86’ Sgrigna |

| Arbitro: | Dondarini (Finale Emilia) |

|                       |           |                              |
| Toni 5’ Gennari 90+1’ | Marcatori | 19’ Elia 22’, 53’ Pannitteri |

| Arbitro: | Maselli (Lucca) |

|             |           |           |
| Sgrigna 41’ | Marcatori | 43’ Cozzi |

| Arbitro: | Manari (Teramo) |

|                             |           |                                   |
| Balducci 37’ Martinetti 40’ | Marcatori | 4’ Toni 39’ Di Donato 74’ Sgrigna |

| Arbitro: | Lambertini (Bologna) |

|                               |           |  |
| Savini 32’ Gennari 83’ (rig.) | Marcatori |  |

| Arbitro: | Semeraro (Taranto) |

|  |           |               |
|  | Marcatori | 66’, 73’ Toni |

| Avellino 3 aprile 1999 28ª giornata | Avellino                  | 0 – 0 | Lodigiani | Stadio Partenio\| Arbitro: \| Dondarini (Finale Emilia) \| |
| Arbitro:                            | Dondarini (Finale Emilia) |       |           |                                                            |

| Roma 10 aprile 1999 29ª giornata | Lodigiani       | 0 – 0 | Castel di Sangro | Stadio Flaminio\| Arbitro: \| Maselli (Lucca) \| |
| Arbitro:                         | Maselli (Lucca) |       |                  |                                                  |

| Arbitro: | N. Ayroldi (Molfetta) |

|                               |           |  |
| Deoma 30’ Marta 41’ Aruta 49’ | Marcatori |  |

| Arbitro: | Cavallaro (Legnago) |

|  |           |                       |
|  | Marcatori | 73’ (rig.) Bugiardini |

| Arbitro: | Dondarini (Finale Emilia) |

|             |           |                              |
| Gennari 26’ | Marcatori | 45+3’ Molino 90+1’ Di Corcia |

| Arbitro: | Zaltron (Bassano del Grappa) |

|                             |           |  |
| Mastrolilli 55’ Bruno 90+1’ | Marcatori |  |

| Roma 16 maggio 1999 34ª giornata | Lodigiani            | 0 – 0 | Gualdo | Stadio Flaminio\| Arbitro: \| Calcagno (Nichelino) \| |
| Arbitro:                         | Calcagno (Nichelino) |       |        |                                                       |

### Coppa Italia di Serie C

#### Girone M
| Arbitro: | D'Agostini (Frosinone) |

|           |           |  |
| Borneo 8’ | Marcatori |  |

| Arbitro: | Ledda (Alghero) |

|          |           |  |
| Toni 54’ | Marcatori |  |

| 30 agosto 1998 3ª giornata |  | – Turno di riposo Lodigiani |  |  |

| Arbitro: | Evangelista (Avellino) |

|             |           |          |
| Aglitti 67’ | Marcatori | 85’ Toni |

| Arbitro: | Strocchia (Nola) |

|                  |           |                                 |
| Sgrigna 20’, 40’ | Marcatori | 43’ De Amicis 90’ (rig.) Neroni |